# Herb Reunionu

Herb Reunionu

Herb Reunionu – pięciopolowa tarcza kroju francuskiego.
Nad tarczą złota wstęga z dewizą "Florebo quocumque ferar" przepleciona zielonymi łodygami wanilii. Łodygi wanilii symbolizują miejscową odmianę "vanille Bourbon", wyhodowaną na wyspie w 1819 roku. Dewiza na wstędze "Zakwitnę wszędzie, gdzie będę posadzona" to motto XVII wiecznej Francuskiej Kompanii Wschodnioindyjskiej.
W polu pierwszym, barwy zielonej, srebrne fale morskie i srebrne szczyty górskie, nad którymi trzy litery M.
Góry w polu pierwszym przypominają o wulkanicznym pochodzeniu wyspy, rzymskie MMM (3000) to wysokość, jaką osiągają najwyższe góry na wyspie.
Pole drugie zawiera srebrny statek żaglowy na srebrnych falach w polu błękitno-czerwonym dzielonym w słup.
Pole drugie to barwy flagi Paryża, gdzie 10 sierpnia 1792 roku na placu Tuileries doszło do połączenia (la reunion) ochotników marsylskich z Gwardią Narodową. Stąd nazwa wyspy, używana w latach 1793-1806 i od 1848 roku. Statek to "Saint Alexis", którego kapitan Salomon Goubert w czerwcu 1638 roku objął w posiadanie wyspę w imieniu Francji.
Pole trzecie to trzy złote lilie w polu błękitnym (w układzie 2,1). Lilie burbońskie to nawiązanie do nazwy nadanej wyspie (Île de Bourbon) w 1654 roku. 
Czwarte pole jest czerwone, usiane dwunastoma złotymi pszczołami. Złote pszczoły to symbol cesarza Napoleona I przypominają o nazwie wyspy "Bonaparte" w latach 1806-1815.
Tarcza sercowa w barwach flagi francuskiej ze złotymi literami R F pośrodku pasa srebrnego.
Herb pochodzi z 1925 roku, powstał na potrzeby wystawy kolonialnej, na życzenie gubernatora Merwarta.